# Zhang Xueliang

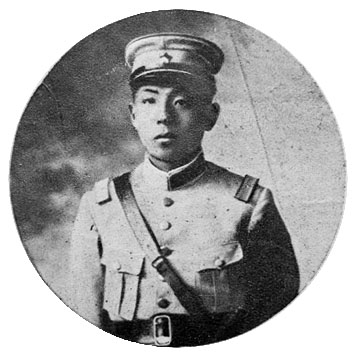
Zhang Xueliang

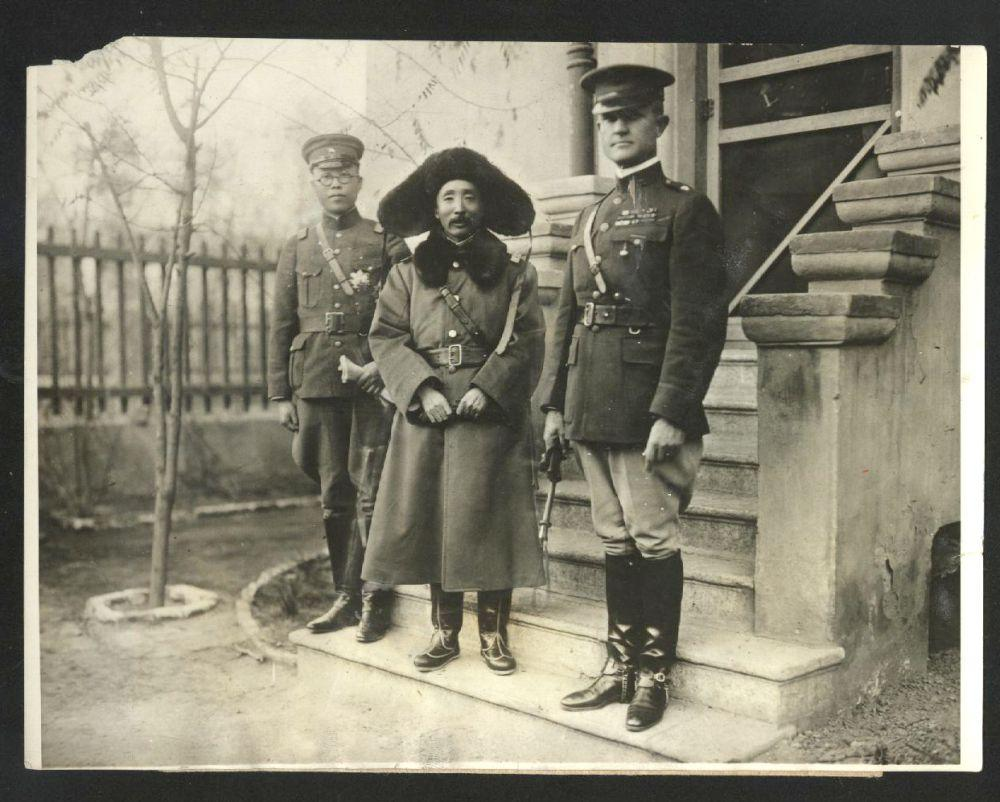
El Jove Mariscal (esquerra) amb Zhang Zuolin (centre) i el general nord-americà Connor del 15è regiment d'infanteria (1926)

Zhang Xueliang (xinès tradicional: 張學良, xinès simplificat: 张学良, pinyin: Zhāng Xuéliáng), també conegut amb el sobrenom del Jove Mariscal (xinès simplificat: 少帥, pinyin: Shào Shuài; Haicheng, comtat de Taian, província de Liaoning, 3 de juny de 1901 - Honololu, Hawaii, 15 d'octubre de 2001) fou un militar manxurià. El seu pare fou el senyor de la guerra Zhang Zuolin (el Vell Mariscal), assassinat en un complot organitzat pels japonesos.

## Biografia
Era el segon fill del militar i polític Zhang Zuoling i ben aviat va ser orientat cap a la vida militar. Va ingressar a l'Acadèmia Militar de Mukden (avui Shenyang). Va demostrar un gran interès per la força aèria. En morir el seu pare va assumir responsabilitats cada cop més importants i va col·laborar amb Chiang Kai-shek en la seva lluita contra els rebels que no reconeixien l'autoritat central i arran de la invasió japonesa de Manxúria (1931), sense presentar resistència (justificant-se en la debilitat de les seves tropes), va haver d'abandonar aquest territori. Després va rebre formació militar a Europa. De tornada, Chiang, li va encarregar la responsabilitat de la lluita contra les bases comunistes (a Hebei, a Henan, a Anhui i al nord-oest). El seu protagonisme com a cap militar es va eclipsar arran del denominat Incident de Xi'an.

## L'incident de Xi'an
La tensió entre Japó i Xina, que no reconeixia la independència de l'estat titella del Manxukuo, entra en una fase de guerra oberta el 7 de juliol de 1937, quan l'exèrcit japonès, després d'alguns incidents amb l'exèrcit xinès al nord, va començar la invasió de la Xina. Per arribar a aquest punt van haver de succeir una sèrie de fets: malgrat les agressions japoneses, Chiang Kai-shek, veient la correlació de forces on era evident la inferioritat de l'exèrcit del Kuomintang,la guerra civil entre nacionalistes i comunistes i la manca de suport internacional(pel fet que els possibles aliats es trobaven més preocupats per l'ascens del nazisme i el feixisme) no va voler declarar la guerra al Japó malgrat els atacs nipons. Zhang Xueliang, anticomunista convençut, odiava els japonesos (entre altres motius per l'assassinat del seu pare i l'ocupació de Manxúria) i desitjava, tanmateix, una aliança entre comunistes i nacionalistes per tal de lluitar conjuntament contra els invasors expansionistes. Chiang, convençut que per a guanyar els japonesos havia d'aconseguir esclafar l'exèrcit roig, s'hi oposava obertament a la creació d'un front comú (Mao, malgrat les instruccions de la Kommintern també n'era contrari, al principi, a un pacte, creient que l'exèrcit japonès acabaria exèrcit nacionalista, facilitant després la revolució comunista).
A començament de desembre de 1936 Chiang viatjà a Xi'an per tal de preparar l'encerclament definitIu de les forces comunistes i confiat, la seva protecció en la seva residència va ser mínima i les tropes fidels a Zhang Xueliang, després d'uns trets (amb morts) i la fuita de Chiang, el detenen en un bosc proper. Stalin s'indigna per aquest fet. Les tropes nacionalistes es van preparar per combatre Zhang. Chiang es negà rebre Zhou Enlai, considerant que no es podia rebaixar a fer tractes amb “bandits”. Finalment, pressionat per la possibilitat de divisió irreversible de les forces nacionalistes, per seva esposa Soong Mei-ling i amb la promesa que al seu fill Chiang Ching-kuo, retingut a l'URSS, li seria permès tornar a la Xina, va concedir una entrevista a Zhou i van arribar a un acord, el dia 24 de desembre. Mao i Chiang obliden, de moment, les seves diferències.
Encara avui en dia dura la controvèrsia en el denominat Incident de Xi'an. Per a uns historiadors Zhang va actuar mogut per ambicions personals; aprofitant els moments difícils que vivia Chiang, el volia assassinar amb la col·laboració dels comunistes i convertir-se en el líder màxim dels nacionalistes (el front comú seria la seva fita principal); per altres, els que pretenia era la unitat dels xinesos contra l'invasor estranger (i gràcies a l'aliança amb els comunistes assegura el suport financer i militar de l'URSS interessada a mantenir les tropes japoneses allunyades de Mongòlia i allunyat així el perill d'una invasió).
Chiang va perdonar a Zhang (a diferència d'altres implicats que van ser condemnats a mort., com el general Yang Hucheng) però va sofrir arrest domiciliari fins a l'any 1961. Més endavant, les autoritats taiwaneses li van permetre (amb la seva esposa Chao Yi-ti) a Hawaii. En el seu aniversari va ser felicitat tant pel govern de Taiwan com pel de la República Popular de la Xina.